# Face à l'actu
Ne doit pas être confondu avec Face à l'info.
Face à l'actu est une émission de télévision française diffusée sur M6 du 2 octobre 2011 au 11 décembre 2011. Présentée par Marc-Olivier Fogiel, elle se présente sous la forme d'un magazine d'information hebdomadaire.
Après une pause en décembre 2011, le programme devait reprendre en janvier 2012, mais quelques jours après la dernière émission, M6 annonce que finalement l'émission ne reviendra pas en janvier.

## Diffusion
Elle fut programmée en direct chaque dimanche à 13h50.

## Principe
Chaque numéro est constitué d'interviews avec la présence de plusieurs invités et cinq reportages.
En décembre 2011 et après onze numéros, faute d'audience, l'émission est déprogrammée,.

## Audimat
Lors de sa première diffusion, le 2 octobre 2011, Face à l'actu a attiré l'attention de 825.000 téléspectateurs pour 6,6 % de part de marché.
| Épisode | Date et heure de diffusion | Nombres de téléspectateurs | Part de marché (PDM) | Invités |
| ------- | -------------------------- | -------------------------- | -------------------- | --- |
| 1)      | 2 octobre 2011 à 13h25     | 825 000                    | 6,6 %                | François Hollande, Matthieu Suc, Gilles Verdez, Maître Olivier Morice, Clémentine Autain, Éric Brunet et interview de Liliane Bettencourt                 |
| 2)      | 9 octobre 2011 à 13h25     | 761 000                    | 4,9 %                | Laurence Pieau, Olivier Royant, Jean-Daniel Lévy, Frédéric Hérvé, Tarek Ben Ammar, Jean-Pierre Mignard, Marc Louboutin et Christophe Regnard              |
| 3)      | 16 octobre 2011 à 13h45    | 702 000                    | 5,2 %                | Maître David Koubbi, Anne Hidalgo, Julien Dray, Vincent Moscato, Daniel Herrero et Jérôme Hamont                                                          |
| 4)      | 23 octobre 2011 à 13h45    | 900 000                    | 6,2 %                | Marine Le Pen, Yvan Touitou, Corinne Tapiero, Thierry Roland, Christophe Alévêque, Mourad Boudjellal et Patrick Chesnais                                  |
| 5)      | 30 octobre 2011 à 13h50    | 900 000                    | 6,1 %                | Rama Yade, Serge Moati, François de Closets, Eric Roux, Vincent Clerc et Philippe Croizon                                                                 |
| 6)      | 6 novembre 2011 à 13h50    | 1 000 000                  | 6,5 %                | Valérie Pécresse, Jacqueline Phelip, Valérie Rosso-Debord, Jean-Michel Ribes et le témoignage de Florence Arthaud                                         |
| 7)      | 13 novembre 2011 à 13h50   | 1 100 000                  | 7,3 %                | Geneviève de Fontenay, Corinne et Joël Censier, Jean-Marc Blandel, Patrice Huerre, Martine Daoust, Cécile Lagarde, Julien Kien et ,Nicolas Dupont-Aignan. |
| 8)      | 20 novembre 2011 à 13h50   | 868 000                    | 5,9 %                | Xavier Bertrand, Jamel Debbouze, Grégory Cuilleron, Olivier Marchal, David Douillet et témoignage par téléphone de Florence Cassez.                       |
| 9)      | 27 novembre 2011 à 13h35   | 937 000                    | 5,9 %                | Romane Serda, Luc Besson, Axiom, Bruno Beschizza et Jean-Michel Hieaux.                                                                                   |
| 10)     | 4 décembre 2011 à 13h45    |                            |                      | Michel Taubmann, Philippe Caubère, Gilbert Collard, Michel Unick                                                                                          |
| 11)     | 11 décembre 2011 à 13h45   |                            |                      | Guy Vairelles, Delphine Wespiser, Romain Charles, Jean-Louis Borloo, Kenza Drider                                                                         |